# Entdimensionalisierung
Entdimensionalisierung oder Entdimensionierung ist das teilweise oder vollständige Entfernen von dimensionsbehafteten Größen (wie z.B: Maßeinheiten) aus einer physikalischen Gleichung durch eine geeignete Substitution von Variablen. Mit Hilfe von dimensionslosen Variablen und dimensionsbehafteten Konstanten lassen sich Effekte eliminieren, die aus der Wahl des Einheitensystems resultieren und intrinsische Konstanten des Systems, etwa charakteristische Längen, Zeiten oder Frequenzen, finden. Die Technik eignet sich daher zur Vereinfachung von Systemen von Differentialgleichungen.
Die Entdimensionalisierung ist verwandt mit der Dimensionsanalyse und der Dimensionsbetrachtung.

## Eigenschaften und Vorteile dimensionsloser Gleichungen
In einigen physikalischen Systemen wird der Ausdruck Skalierung als Synonym für Entdimensionalisierung benutzt, um anzudeuten, dass manche Größen nicht in einem allgemeinen Einheitensystem wie den SI-Einheiten, sondern relativ zu einer Einheit gemessen werden, die durch das betrachtete System gegebenen ist. Diese Einheiten werden „intrinsische“ oder „charakteristische“ Größen des Systems genannt. Eine solche charakteristische Größe kann beispielsweise eine durchschnittliche Lebenszeit oder die Schwingungsdauer eines Pendels sein, sodass die Zeit in dementsprechend skalierten System als Vielfaches dieser Größen gemessen wird.

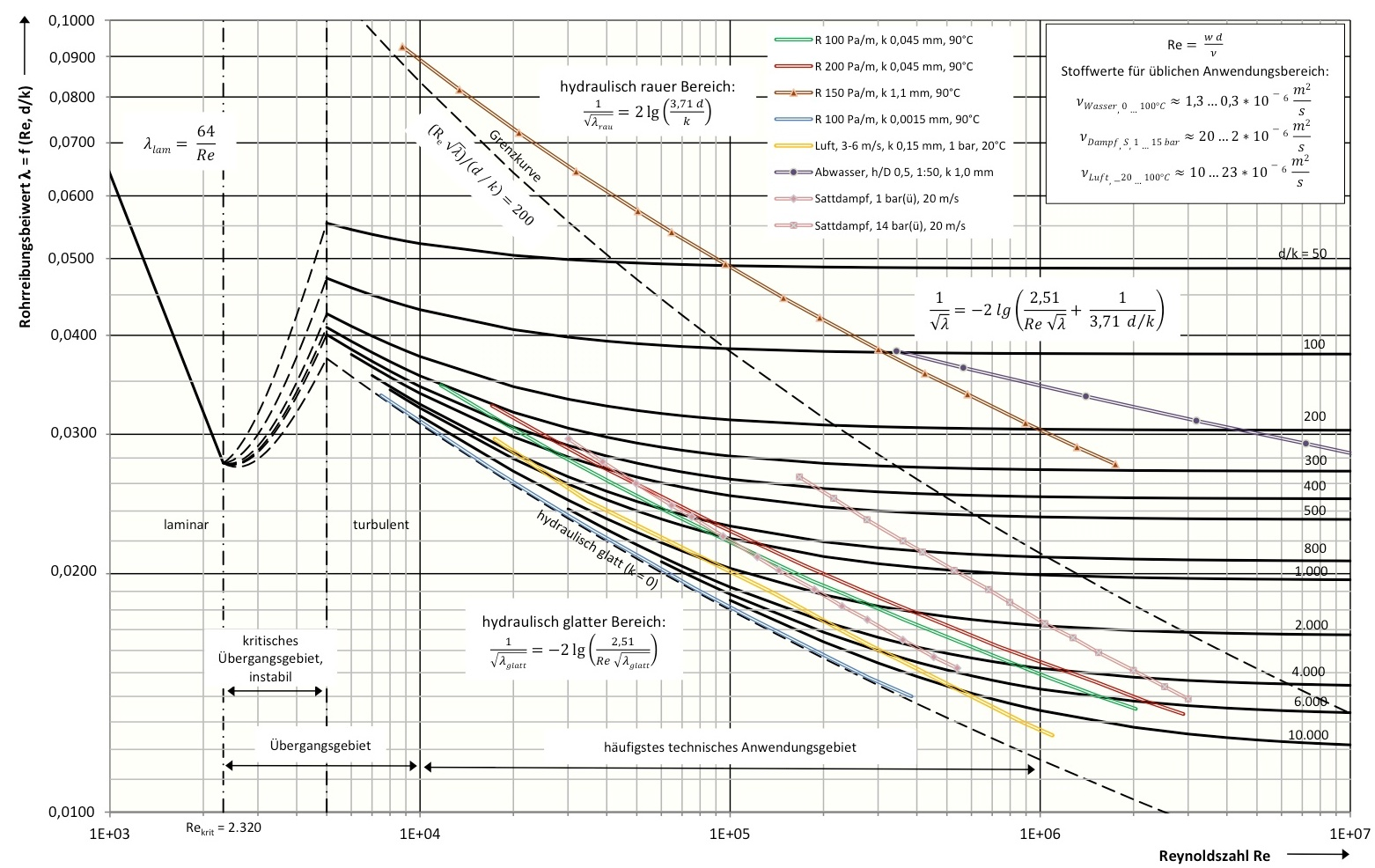
Die Reynolds-Zahl bildet die Abhängigkeit von 4 dimensionsbehafteten Größen in einer dimensionslosen Größe ab und ermöglicht somit eine Reduktion der Dimensionalität des Moody-Diagramms.

Bei der Entdimensionalisierung entstehen in der Gleichung dimensionslose Kennzahlen, beispielsweise in der Fluidmechanik die Reynolds-Zahl (aus der Entdimensionalisierung der Navier-Stokes-Gleichung), die Euler-Zahl oder die Prandtl-Zahl. Diese Referenzvariablen werden so gewählt, dass die neuen dimensionslosen Variablen typischerweise von der Größenordnung Eins sind. Die dimensionslose Formulierung definiert daher, was „klein“ bedeutet, nämlich wenn die dimensionslose Größe kleiner als Eins ist.
Durch die vollständige Entdimensionalisierung einer Gleichung lassen sich die Parameter des Systems reduzieren, in dem diese zu dimensionslosen Gruppen zusammengefasst werden. Mithilfe dieser dimensionslosen Gruppen lassen sich dann charakteristische Konstanten eines Systems aufdecken, etwa Resonanzfrequenzen, Längen oder Zeiten finden. Durch das Zusammenfassen der Parameter zu dimensionslosen Gruppen lassen sich Systeme miteinander vergleichen. So lassen sich zwei Systeme, die in Realität dasselbe Verhalten aber eine andere absolute Dimension besitzen, beispielsweise ein Federpendel und ein Schwingkreis durch Entdimensionalisierung auf dasselbe dimensionslose Gleichungssystem zurückführen.
Entdimensionalisierung ist zu unterscheiden von der Umwandlung extensiver Größen in einer Gleichung in intensive, da die Ergebnisse dieses Verfahrens immer noch einheitenbehaftet sind.

## Vorgehen
Um eine dimensionsbehaftete Gleichung in eine dimensionslose Gleichung umzuwandeln gibt es häufig mehrere Möglichkeiten, wobei die optimale Wahl anfangs unklar ist. Ein unbekanntes System von Differentialgleichungen, lässt sich daher mit folgenden Schritten entdimensionalisieren:
(1) Alle abhängigen und unabhängigen Variablen identifizieren.
(2) Jede unabhängige dimensionsbehaftete Variable {\displaystyle \varphi } wird durch ein Produkt einer dimensionslosen Größe {\displaystyle {\hat {\varphi }}} sowie einer dimensionsbehafteten Referenzvariablen {\displaystyle \varphi _{\mathrm {c} }} gemäß {\displaystyle \varphi ={\hat {\varphi }}\cdot \varphi _{\mathrm {c} }} ersetzt. Der Wert der Referenzvariablen wird später so festgelegt, dass die dimensionslose Größe von der Größenordnung Eins ist.
(3) Mithilfe der Kettenregel werden alle dimensionsbehafteten Ableitungen durch Ableitungen der dimensionslosen Größen nach einer anderen dimensionslosen Größe ausgedrückt.
(4) Das System von Differentialgleichungen besteht nun im Allgemeinen aus Produkten dimensionsloser Terme, die sich aus den dimensionslosen Größen sowie ihren Ableitungen berechnen und dimensionsbehafteter Koeffizienten, die sich aus Parametern und den Referenzvariablen berechnen. Die dimensionsbehafteten Koeffizienten werden durch dimensionslose Gruppen ersetzt, indem jede Gleichung durch den Koeffizienten vor dem Term der höchsten Ordnung oder eine andere Größe von gleicher Dimension geteilt wird.
(5) Jede dimensionslose Größe sowie ihre Ableitung ist laut obiger Annahme von der Größenordnung Eins. Die Referenzvariablen werden daher so festgelegt, dass möglichst viele dimensionsbehaftete Koeffizienten ebenfalls die Größenordnung Eins haben. Ein Term der Gleichung ist „klein“, wenn die dimensionslose Gruppe kleiner als Eins ist. So lässt sich konkretisieren, bei welchen Systemen ein Term vernachlässigbar ist.
(6) Für jede verbleibende dimensionslose Gruppe wird eine neue Variable eingeführt, sodass das Gleichungssystem sich in Abhängigkeit dieser Variablen schreiben lässt.

## Beispiele

### Differentialgleichung erster Ordnung
Betrachtet wird eine Differentialgleichung erster Ordnung mit konstanten Koeffizienten ({\displaystyle a,b,A})
{\displaystyle a{\frac {\mathrm {d} x}{\mathrm {d} t}}+bx=Af(t)}
die gemäß obigem Schema entdimensionalisiert wird:
(1) Die Gleichung enthält eine unabhängige Variable {\displaystyle t} und eine abhängige Variable {\displaystyle x}.
(2) Ersetze {\displaystyle \textstyle x={\hat {x}}\cdot x_{\mathrm {c} }} und {\displaystyle \textstyle t={\hat {t}}\cdot t_{\mathrm {c} }}.
(3) Ersetze die Ableitung
{\displaystyle {\frac {\mathrm {d} x}{\mathrm {d} t}}={\frac {x_{\mathrm {c} }}{t_{\mathrm {c} }}}{\frac {\mathrm {d} {\hat {x}}}{\mathrm {d} {\hat {t}}}}}
und definiere
{\displaystyle \textstyle {\hat {f}}({\hat {t}}):=f({\hat {t}}\cdot t_{\mathrm {c} })}
(4) Das Ergebnis
{\displaystyle a{\frac {x_{\mathrm {c} }}{t_{\mathrm {c} }}}{\frac {\mathrm {d} {\hat {x}}}{\mathrm {d} {\hat {t}}}}+bx_{\mathrm {c} }{\hat {x}}=A{\hat {f}}({\hat {t}})}
wird durch den Koeffizienten {\displaystyle \textstyle a{\frac {x_{\mathrm {c} }}{t_{\mathrm {c} }}}} vor dem Term der mit der Ableitung höchster Ordnung geteilt.
(5) Im Ergebnis
{\displaystyle {\frac {\mathrm {d} {\hat {x}}}{\mathrm {d} {\hat {t}}}}+\left({\frac {bt_{\mathrm {c} }}{a}}\right){\hat {x}}=\left({\frac {At_{\mathrm {c} }}{ax_{\mathrm {c} }}}\right){\hat {f}}({\hat {t}})}
treten die Parameter als zwei dimensionslose Gruppen {\displaystyle \textstyle {\frac {bt_{\mathrm {c} }}{a}}} sowie {\displaystyle \textstyle {\frac {At_{\mathrm {c} }}{ax_{\mathrm {c} }}}} auf. Die erste enthält nur die charakteristische Variable {\displaystyle t_{\mathrm {c} }} und wird daher als erstes Eins gesetzt:
{\displaystyle {\frac {bt_{\mathrm {c} }}{a}}=1\Rightarrow t_{\mathrm {c} }={\frac {a}{b}}.}
Es folgt für die zweite Gruppe
{\displaystyle {\frac {At_{\mathrm {c} }}{ax_{\mathrm {c} }}}={\frac {A}{bx_{\mathrm {c} }}}=1\Rightarrow x_{\mathrm {c} }={\frac {A}{b}}.}
(6) Die resultierende dimensionslose Gleichung ist unabhängig von dimensionsbehafteten Parametern:
{\displaystyle {\frac {\mathrm {d} {\hat {x}}}{\mathrm {d} {\hat {t}}}}+{\hat {x}}={\hat {f}}({\hat {t}}).}

### Masse-Feder-System

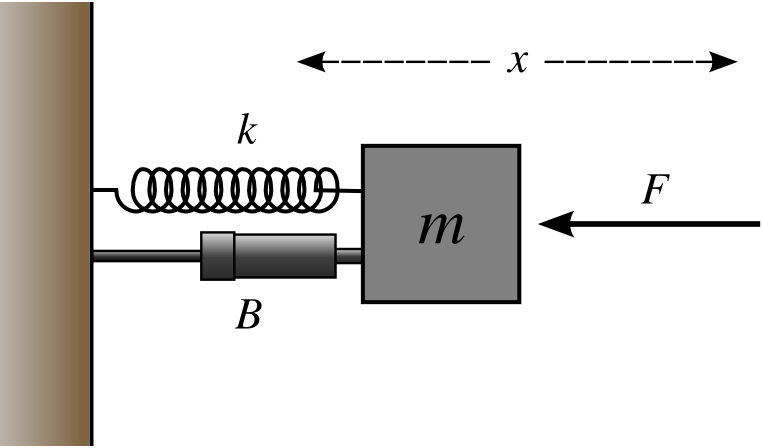
Ein Masse-Feder-System bestehend aus einer waagerecht in x-Richtung verschiebbaren Masse m an einer Feder mit Federkonstante k und Schwingungsdämpfer mit Dämpfungskonstante B die an einer Wand befestigt. Die externe Kraft F, die das System aus der Ruhelage auslenkt sei Null.

Für ein Masse-Feder-System (siehe Abbildung) lässt sich folgende Differentialgleichung aufstellen:
{\displaystyle m{\frac {\mathrm {d} ^{2}x}{\mathrm {d} t^{2}}}+B{\frac {\mathrm {d} x}{\mathrm {d} t}}+kx=0}
mit
- {\displaystyle x} die Auslenkung aus der Ruhelage in Meter [m]
- {\displaystyle t} die Zeit in Sekunden [s]
- {\displaystyle m} Masse in Kilogramm [kg]
- {\displaystyle B} Dämpfungskonstante [kg s−1]
- {\displaystyle k} Federkonstante [kg s−2]

Nach den Schritten (1) bis (4) erhält man das dimensionslose Gleichungssystem
{\displaystyle {\frac {\mathrm {d} ^{2}{\hat {x}}}{\mathrm {d} {\hat {t}}^{2}}}+{\frac {Bt_{\mathrm {c} }}{m}}{\frac {\mathrm {d} {\hat {x}}}{\mathrm {d} {\hat {t}}}}+{\frac {kt_{\mathrm {c} }^{2}}{m}}{\hat {x}}=0}
(5) Die charakteristische Zeit lässt sich wählen als {\displaystyle \textstyle t_{\mathrm {c} }={\sqrt {\frac {m}{k}}}}, was einer Periode der ungedämpften Schwingung entspricht.
(6) Es bleibt ein dimensionsloses Gleichungssystem, das gedämpfter harmonischer Oszillator genannt wird, mit einer dimensionslosen Gruppe {\displaystyle \textstyle 2D={\frac {B}{\sqrt {mk}}}}, wobei der dimensionslose Parameter {\displaystyle D} Dämpfungsgrad genannt wird:
{\displaystyle {\frac {\mathrm {d} ^{2}{\hat {x}}}{\mathrm {d} {\hat {t}}^{2}}}+2D{\frac {\mathrm {d} {\hat {x}}}{\mathrm {d} {\hat {t}}}}+{\hat {x}}=0}

### Elektrischer Schwingkreis

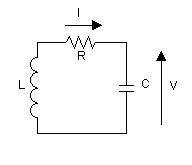
Ein Schwingkreis bestehend aus einem ohmschen Widerstand R, einem Kondensator mit Kapazität C und einer Spule mit Induktivität L

Für einen elektrischen Schwingkreis (siehe Abbildung) lässt sich folgende Differentialgleichung aufstellen:
{\displaystyle LC\cdot {\frac {\mathrm {d} ^{2}i}{dt^{2}}}+RC\cdot {\frac {\mathrm {d} i}{\mathrm {d} t}}+i=0}
mit
- {\displaystyle i} der elektrischen Stromstärke in Ampère [A]
- {\displaystyle t} die Zeit in Sekunden [s]
- {\displaystyle C} der elektrischen Kapazität in Farad [A2 s4 kg−1 m−2]
- {\displaystyle R} dem elektrischen Widerstand in Ohm [A−2 s−3 kg m2]
- {\displaystyle L} die elektrische Induktivität in Henry [A−2 s−2 kg m2]

Nach den Schritten (1) bis (6) erhält man als dimensionsloses Gleichungssystem ebenfalls einen gedämpften harmonischen Oszillator
{\displaystyle {\frac {\mathrm {d} ^{2}{\hat {i}}}{\mathrm {d} {\hat {t}}^{2}}}+2D{\frac {\mathrm {d} {\hat {i}}}{\mathrm {d} {\hat {t}}}}+{\hat {i}}=0}
Wenn die dimensionslose Dämpfungskonstante {\displaystyle D} des elektrischen Schwingkreises mit der Dämpfungskonstante des Masse-Feder-Systems übereinstimmt, so zeigen beide Systeme das gleiche Verhalten.